# Alban von Montbé

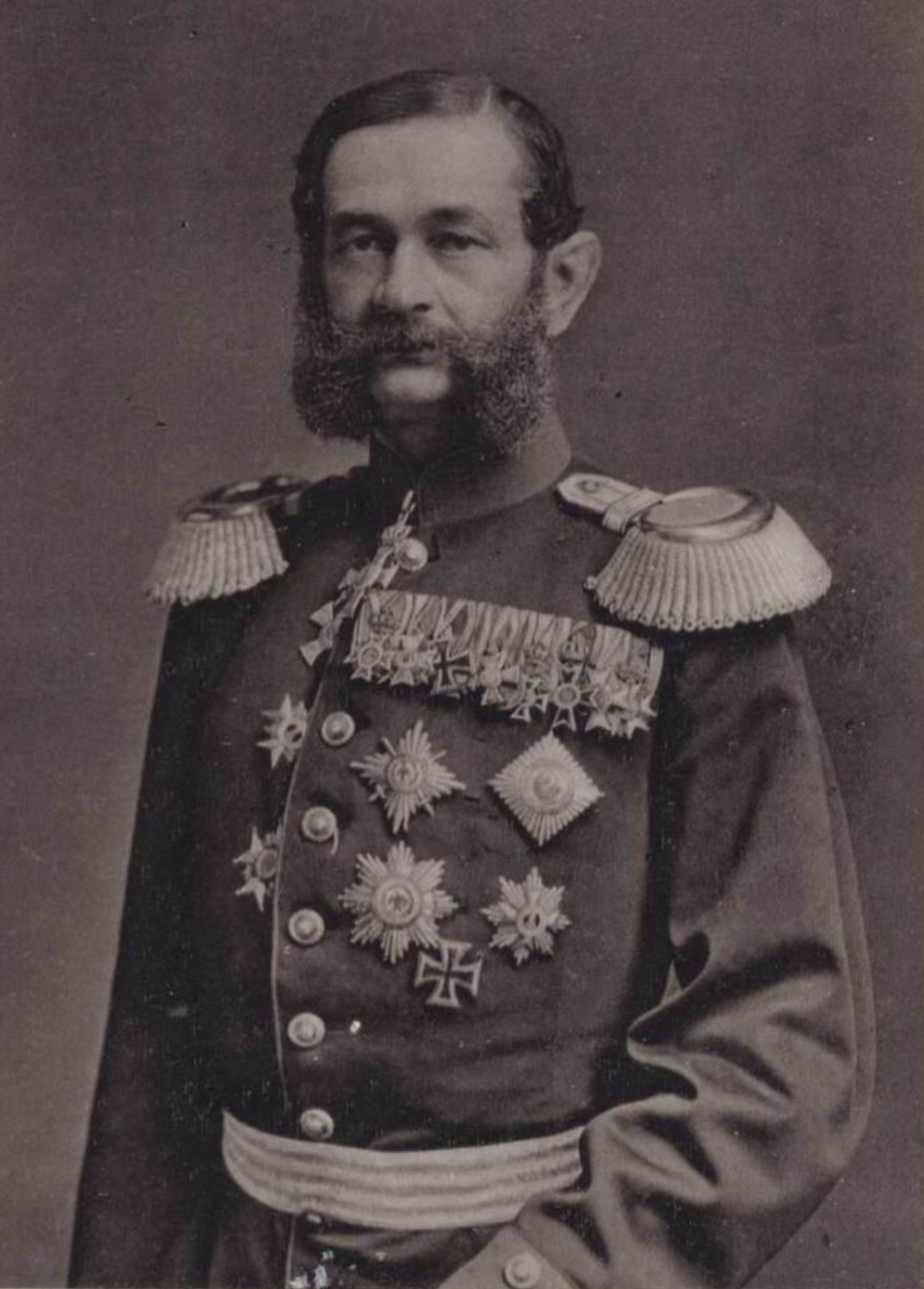
Alban von Montbé

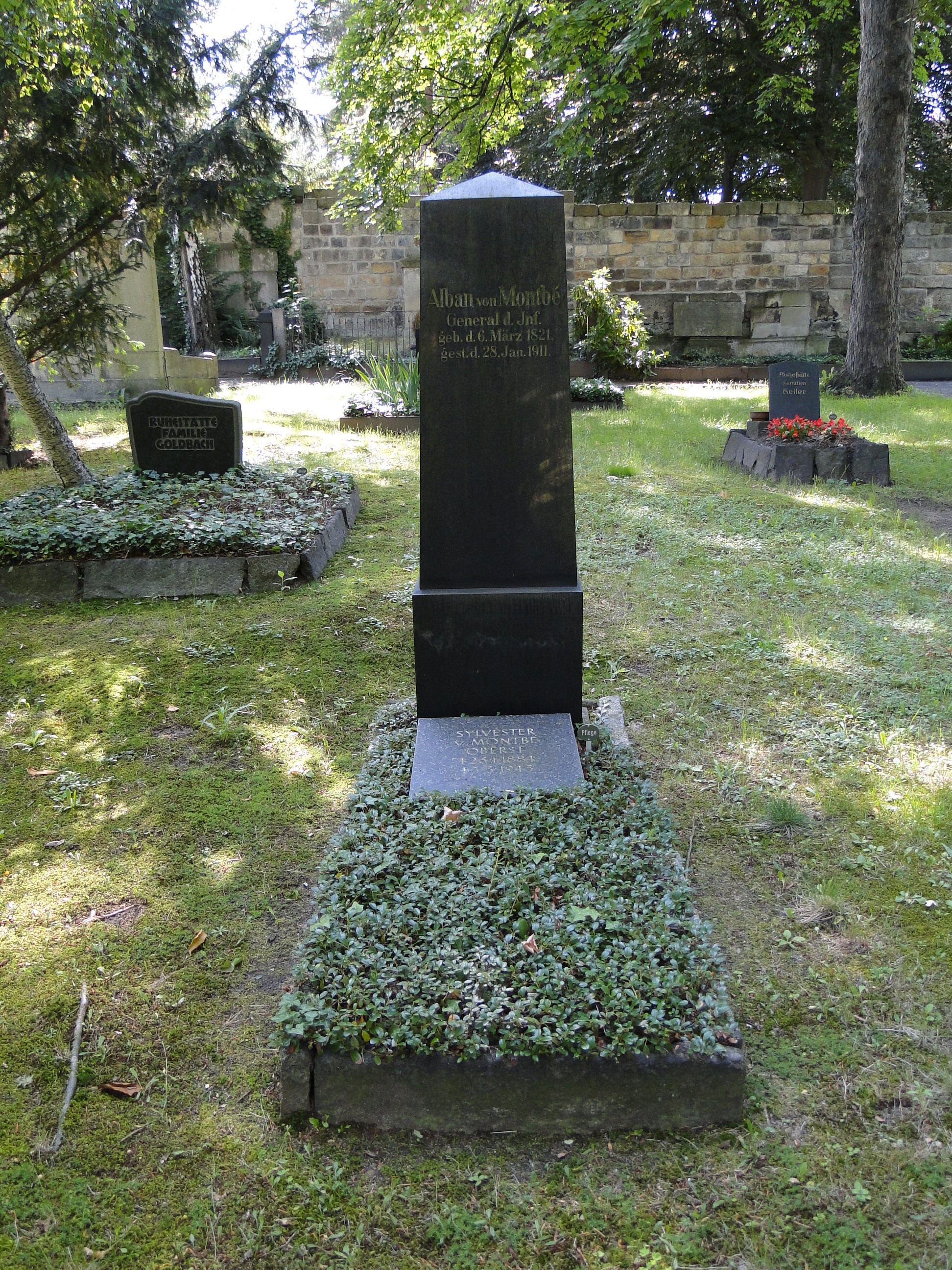
Das Grabmal von Alban von Montbé

Alban von Montbé (* 6. März 1821 in Dresden; † 28. Januar 1911 ebenda) war ein sächsischer General der Infanterie.

## Leben

### Herkunft
Alban von Montbé entstammte einer französischen Familie und war Sohn des sächsischen Majors Joseph von Montbé sowie dessen Ehefrau Julie Auguste von Crieger. Sein Großvater war der französische Kavallerieoffizier Francois Xavier de Montbé, welcher später in kursächsische Dienste übertrat. Er heiratete am 26. Dezember 1850 in Oppach Carola von Nostitz und Jänkendorf und bekam vier Kinder mit ihr.

### Karriere
Alban von Montbé trat am 1. Januar 1839 als Portepeejunker unter Zuteilung in die 10. Kompanie des Leib-Infanterie-Regiment in die sächsische Armee ein. Er avancierte dabei am 31. Oktober desselben Jahres zum Leutnant und einige Jahre später, am 1. März 1848, zum Oberleutnant. Nachdem er mehrere ausgedehnte, militärischen Studienzwecken gewidmeten Auslandsreisen unternommen und an der Besetzung des Erzgebirges und Vogtlandes teilgenommen hatte, wurde er am 1. Februar 1849 zum Adjutanten beim Divisionskommandostab des Generals von Schirnding ernannt und im Mai desselben Jahres nach Chemnitz befehligt, um dem Leibregiment den Befehl zum sofortigen Abrücken nach Dresden zu bringen und die Vorbereitungen zum Eisenbahntransport zu treffen. Er konnte sich deutlich auszeichnen und wurde nach Unterdrückung des Maiaufstandes, bei der sein General den Befehl über sämtliche Truppen führte, für sein ausgezeichnetes Verhalten von dem sächsischen König besonders namhaft gemacht.
Am 1. Januar 1850 wurde er in die taktische Abteilung des neugebildeten Generalstabes versetzt, der er die nächsten Jahre, bis zur Beförderung zum Major, angehörte. Am 30. März 1863 wurde er als Kommandant zum Kadettenkorps befehligt. Ende Mai 1866 wurde er, inzwischen am 20. September 1865 zum Oberstleutnant befördert, zur Teilnahme an den Militärkonferenzen nach München entsendet. Kurz vor Beginn des Krieges gegen Preußen wurde er als Chef des Stabes zur mobilen 2. Infanterie-Division befehligt und nahm im Konflikt an den Gefechten bei Gitschin und bei Königgrätz teil, wobei er mit dem sächsischen Verdienst-Orden mit Kriegsdekoration und dem österreichischen Leopold-Orden mit Kriegsdekoration ausgezeichnet wurde. Nach Kriegsende befehligte er von Januar bis März 1867 das in Dresden gebildete Lehrbataillon, in dem durch preußische Instruktoren Offiziere und Unteroffiziere nach den Bestimmungen des preußischen Exerzier-Reglements ausgebildet wurde. Am 5. März 1867 erfolgte seine Beförderung zum Oberst unter gleichzeitiger Versetzung als Regimentskommandeur in das neugebildete Grenadier-Regiment „Kaiser Wilhelm, König von Preußen“ (2. Königlich Sächsisches) Nr. 101, wobei er schon zwei Jahre später, am 20. Juni 1869, zum Brigadekommandeur der 2. Infanterie-Brigade Nr. 46 ernannt wurde.
Nach Ausbruch des Krieges gegen Frankreich zog er als Oberst mit seinem Verband an die Front und nahm am Gefecht bei Nouart (29. August), den Schlachten bei Beaumont (30. August) und Sedan (1. September) teil. Er wurde am 22. August mit der Führung der 23. Division (1. Königlich Sächsische) betraut, am 25. August zum Generalmajor ernannt und nahm im Verband des XII. Armeekorps an der Belagerung von Paris teil. Er wurde im Verlaufe des Krieges mit dem Eisernen Kreuz I. Klasse, dem Ritterkreuz des Militär-St.-Heinrichs-Ordens, dem Komturkreuz I. Klasse des Albrechtsordens mit Kriegsdekoration und dem Komturkreuz des bayerischen Militär-Verdienstordens ausgezeichnet. Nach Kriegsende übernahm er die 46. Infanterie-Brigade um am 22. Dezember 1873 die 2. Infanterie-Division Nr. 24 zu übernehmen. In dieser Eigenschaft wurde er am 23. April 1875 zum Generalleutnant befördert und fungierte dazu auch gleichzeitig als Stadtkommandant von Leipzig. Er befehligte die Division fast 11 Jahre und wurde am 11. März 1885 á la suite des Grenadier-Regiments Nr. 101 gestellt und durch Verleihung des Großkreuzes des sächsischen Verdienstordens in den Ruhestand geschickt. Am 21. November 1891 erhielt er den Charakter eines General der Infanterie.
Er wurde auf dem Trinitatisfriedhof in Dresden begraben. Die heutige Leipziger Trufanowstraße hieß ursprünglich Montbéstraße. Er war ältestes Ehrenmitglied des Vereins der sächsischen Grenadiere.

## Werke
- Der Mai-Aufstand in Dresden 1849. Carl Höckner, 1850 (Digitalisat)
- Die Kursächsischen Truppen im Feldzug 1806/07: Band 1. Kuntze, 1860 (Digitalisat)
- Die Kursächsischen Truppen im Feldzug 1806/07: Band 2. Kuntze, 1860 (Digitalisat)
- Der Feldzug der Spanier in Marokko